# Tutti per uno botte per tutti
Tutti per uno botte per tutti è un film del 1973 diretto da Bruno Corbucci.

## Trama
Il giovane Dart si arruola nei rangers nel Texas. Lascia quindi il suo paese natale ma, strada facendo, come un uomo d'affari francese che sta trattando un carico d'oro con il presidente Ortega, in cambio dei diritti di sfruttamento di alcune miniere.